# 333106 Lujan
333106 Lujan è un asteroide della fascia principale. Scoperto nel 2004, presenta un'orbita caratterizzata da un semiasse maggiore pari a 2,390398 au e da un'eccentricità di 0,145261, inclinata di 1,586459° rispetto all'eclittica. 